# اعلامیه
اعلامیه انگلیسی: Promulgation اعلام رسمی یا بیان رسمی یک قانون یا حقوق اداری بعد از نهایی شدن تصویب آن است. در برخی از حوزه قضایی این گام لازم است برداشته شود تا یک قانون بتواند به اجرا گذاشته شود.